# Antherophagus nigricornis
Antherophagus nigricornis là một loài bọ cánh cứng trong họ Cryptophagidae. Loài này được Fabricius miêu tả khoa học năm 1787.